# Nemoura lahkipuri
Nemoura lahkipuri är en bäcksländeart som beskrevs av Aubert 1967. Nemoura lahkipuri ingår i släktet Nemoura och familjen kryssbäcksländor. Inga underarter finns listade i Catalogue of Life.